# الحشرج (تربة)
الحشرج مركز إداري يتبع محافظة تربة، تشتهر بالنخيل وهي منطقة زراعية. يوجد بها امارة، مركز صحي، ومركز للدفاع المدني، وبها مجمع تعليمي جديد افتتح عام 1429 هـ يحتوي على مدارس ابتدائي ومتوسط وثانوي وكذلك روضة أطفال. وكذلك مجمع تعليمي للبنات. كما يوجد في المركز خدمات كهرباء واتصالات (موبايلي وزين وجوال وثابت على شكل اسقاط). الطريق المؤدي للمركز طريق مزفلت، موقعه جنوب تربه، وتبعد حوالي 35 كم.

## التسمية والتاريخ
ويرجع تسمية هذا الموقع بهذا الاسم ان صوت الماء اثناء الجريان يسمى الخرير أو الحشرجة حسب كتاب لسان العرب. وكان يوجد مكان في وادي الحشرج يسمع منه صوت الماء عندما يسيل الوادي ويعرفون القريبين منه ان الوادي سايل فيبلغون البعض وينذرون البعض الآخر. وهو عبارة عن ارض زراعيه خصبة وتشتهر بزراعة النخيل بجميع انواعه، وكذلك زراعة العنب والحمضيات، وزراعة الخضروات بانواعها والبرسيم.
وقد منح هذا الموقع الزراعي بموجب أمر ولي العهد آنذاك فيصل بن عبد العزيز آل سعود عام 1379هـ بناء على طلب من شيخ المرازيق في ذلك الوقت حمود بن طاحوس بن صويان المرزوقي. وبعد وفاة الشيخ حمودبن طاحوس في 11/11/1391هـ، تولى المسئولية والمتابعة والتوزيع الشيخ مسلط بن حمدان بن صويان المرزوقي. وبعد وفاته عام استلم المهمة الشيخ طاحوس بن مسلط بن صويان والذي لايزال يسعى جاهدآ في تطويره وادخال بعض الخدمات العامه وفروع للدوائر الحكوميه بالاظافه للدوائر الحكوميه السابق.

## قرى المركز
يتبع للمركز عدة قرى:
- خد العشرق.
- أبو عروه.
- العلبة.
- الغرابة.
- كدايده.
- الديسه.
- الخمرة.
- حوال
- عطيان
- أبو نباع
- أبو حصاه